# Glacier Furtwängler
Le glacier Furtwängler est le glacier qui constitue la calotte locale du sommet du Kilimandjaro en Tanzanie. Il a été nommé en l'honneur de Walter Furtwängler (de) qui, en compagnie de Siegfried König, forme la quatrième équipe à atteindre le sommet du Kilimandjaro en 1912.
Dernier vestige de la calotte locale qui couronnait le Kilimandjaro, ce glacier a fondu de plus de 85 % en volume entre 1912 et juin 2011. Au rythme actuel, le glacier aura quasiment disparu d'ici à 2040 et « il est hautement improbable qu'il reste de la glace après 2060 ».

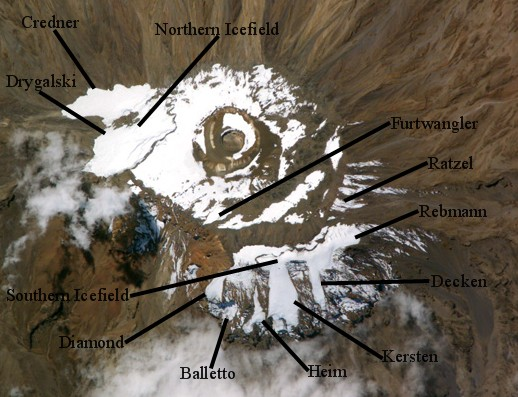
Image satellite de la NASA de 2004 avec les noms des principaux glaciers du Kilimandjaro.

L'apparition du glacier Furtwängler est relativement récente ; il se forme autour de 1650, date qui correspond aux plus hauts niveaux relevés sur le lac Naivasha au Kenya et au début du minimum de Maunder. Entre les mesures prises en 1976 et celles de 2000, la superficie du glacier avait été réduite de moitié, de 113 000 m2 à 60 000 m2.

## Sources et bibliographie
- (en) N. J. Cullen, P. Sirguey, T. Ölg, G. Kaser, M. Winkler et S. J. Fitzsimons, « A century of ice retreat on Kilimanjaro : the mapping reloaded », The Cryosphere, vol. 7,‎ 2013, p. 419-431 (lire en ligne)
- (en) Henry Stedman, « History of Kilimanjaro: After Meyer » [archive du 8 septembre 2008], sur Excerpt from "Kilimanjaro", Climb Mount Kilimanjaro
- (en) L. G. Thompson et M. E. Davis, « Ice Core Records », The Ohio State University, 2013
- (en) Lonnie G. Thompson, « Kilimanjaro Ice Core Records: Evidence of Holocene Climate Change in Tropical Africa » [PDF], Science, octobre 2002